# Verticordia polytricha
Verticordia polytricha är en myrtenväxtart som beskrevs av George Bentham. Verticordia polytricha ingår i släktet Verticordia och familjen myrtenväxter. Inga underarter finns listade i Catalogue of Life.